# Türkiskehlelfe
Die Türkiskehlelfe (Myrtis fanny), gelegentlich auch Bandelfe genannt, ist ein Vogel aus der Familie der Kolibris (Trochilidae) und die einzige Art der somit monotypischen Gattung Myrtis. Sie kommt in den südamerikanischen Ländern Ecuador und Peru vor. Der Bestand wird von der IUCN als „nicht gefährdet“ (least concern) eingestuft.

## Merkmale
Die männliche Türkiskehlelfe erreicht eine Körperlänge von etwa 9 bis 9,5 cm. Das Weibchen ist etwas kleiner und wird zwischen 8 und 8,5 cm groß. Der leicht gebogene Schnabel macht dabei ca. 18 mm aus. Die Oberseite des Männchens ist bronzegrün und wird von kleinen weißen Flecken an den Seiten durchzogen. Die aquamarinblaue Kehle hat im unteren Bereich einen violetten Rand. Die Unterseite ziert eine ausgewaschene Weißfärbung mit Grün an den Flanken. Der lange gegabelte Schwanz ist bronzegrün. Das Weibchen ähnelt dem Männchen, hat aber eine gänzlich gelbliche Unterseite mit etwas Weiß im Bauchbereich. Während die zentralen Steuerfedern bronzegrün sind, sind die äußeren schwarz gefärbt und weisen dabei eine auffällige Weißfärbung am Ende auf. Der Schwanz ist beim Weibchen etwas kürzer.

## Verbreitung und Lebensraum
Der natürliche Lebensraum der Türkiskehlelfe sind die halbfeuchten  Andenhänge mit vereinzelten Bäumen, Agaven und Gärten. Hier findet man sie in Höhen zwischen 700 und 3200 Metern.

## Verhalten
Türkiskehlelfen sitzen normalerweise in Ästen, die nicht allzu weit vom Boden entfernt sind. Dabei verhalten sie sich territorial. Ihr Flug ist schneller und ähnelt weniger dem Flug eine Biene, als dies bei anderen Elfen der Fall ist. Während der Balz fliegen sie eine U-förmige Bahn. Die Männchen pendeln somit vor den Weibchen. Dabei geben sie eine Serie von dünnen ti-ti-ti-Lauten von sich, welche im unteren Bereich des U-Fluges in ein tiefes aah aah aah übergehen.

## Unterarten

Verbreitungsgebiet der Türkiskehlelfe

Es sind zwei Unterarten beschrieben worden, die sich in ihrer Färbung und ihrem Verbreitungsgebiet unterscheiden:
- Myrtis fanny fanny (Lesson, 1838) – Die Nominatform kommt an den tropischen bis subtropischen, dem Pazifik zugeneigten Hängen der Anden von Ecuador über Peru bis fast zur chilenischen Grenze vor. Hin und wieder sieht man sie auch in der Region Arequipa.[3] In Ecuador reicht ihr Verbreitungsgebiet vom Tal des Río Mira in der Provinz Carchi über den Norden von Pichinchas (fast bis Quito) über Tungurahua bis in die Provinz Loja.[4]
- Myrtis fanny megalura Zimmer, 1953 – Diese Unterart hat im Gegensatz zur Nominatform einen etwas längeren Schwanz. Die Unterseite beim Weibchen ist etwas blasser.[5] Die Subspezies kommt im Norden Perus von der Provinz Cajabamba bis in den Südosten der Region La Libertad und dem äußersten Nordwesten Huánucos vor.[3]

In seiner Analyse zur Gattung Myrtis erwähnte John Todd Zimmer, dass es eventuell eine weitere Unterart gibt, da sich die Färbung im Norden Ecuadors leicht von der Nominatform im Norden Perus unterscheidet. Allerdings erwähnt er auch, dass hier weitere Untersuchungen erforderlich sind.

## Etymologie und Forschungsgeschichte
René Primevère Lesson beschrieb die Türkiskehlelfe zunächst unter dem Namen Ornismya fanny. Erst später wurde sie von Heinrich Gottlieb Ludwig Reichenbach der Gattung Myrtis zugeschlagen. Das Typusexemplar der Unterart fing der Naturaliensammler Oscar Theodor Baron (1847–1927) am 13. April 1894 nahe dem Dorfe Malcas in der Provinz Cajabamba.
Der Begriff Myrtis geht auf die böotische Lyrikerin Myrtis aus Anthedon, die im vierten Jahrhundert lebte, zurück.
Der Artname fanny ist eine Ehrerbietung für Françoise Victoire Rosalia Joséphine Gouÿe de Longuemare (1796–1873) geb. Marsy, die Frau des Naturforschers und Sammlers Agathe François Gouÿe de Longuemare (1792–1866). So schrieb Lesson:

„Nous donnons à ces oisseaux, dont nous ignorons la partie, le nom de madame Fanny gorge de Longuemares, dont le mari possède la collection la mieux préparée sans contredit d'oiseaux-mouches, et auquel nous unissent les liens d'une vielle amitié.“

Die Bezeichnung megalura in der Unterart leitet sich aus den griechischen Wörtern μεγάλος megálos für „groß“ und -ουρος, ουρά -ouros, ourá für „-schwänzig, Schwanz“ ab.